# Shopping and Fucking
Shopping and Fucking és una obra de teatre de 1996 del dramaturg anglès Mark Ravenhill. Es va estrenar en el Teatre de Finborough, Londres, en 1995. Va ser interpretada en 1996 en el teatre West End, Londres, abans d'embarcar-se en una gira local i internacional, coproduïda per la companyia teatral Out of Joint i el Teatre Royal Court.
Quan es va produir per primera vegada, Shopping and Fucking va rebre crítiques diverses. Alguns es van sorprendre per la temàtica sexual i violenta de l'obra, a més d'abordar temes com la drogoaddicció i la prostitució. Altres crítics van lloar l'humor negre de l'obra i la seva mescla de filosofies marxistes i sadistes. Al costat de Blasted de Sarah Kane, va ser la primera obra britànica d'un corrent conegut com a teatre In-yer-face en la dècada de 1990.

## Representacions teatrals
- Començt la gira internacional el 4 de febrer de 1998[3] protagonitzada per Ashley Artus, Stephen Beresford, Charlie Condou, Karina Fernandez i Ian Redford.
- 2 de febrer de 1998 - 17 de març de 1998 - New York Theatre Workshop. Dirigida per Gemma Bodinetz i Max Stafford-Clark. Torquil Campbell com Gary, Philip Seymour Hoffman com Mark, Jennifer Dundas Lowe com Lulu, Matthew Sussman i Brian i Justin Theroux com Robbie.[4][5][6]
- 20-21 de maig de 2013 - The Victoria, Swindon. Dirigida per Peter Hynds i Sarah Lewis. Produïda per TS Theatre Productions. Protagonitzada per Ella Thomas com Lulu, David Paris Malham com Robbie, Pete Hynds com Mark, David John Phillips com Gary i Howard Trigg com Brian.
- 7 d'octubre-5 de novembre de 2016 - Lyric Hammersmith. Dirigida per Sean Holmes. Protagonitzada per Alex Arnold com Robbie, Ashley McGuire com Brian, David Moorst com Gary, Sam Spruell com Mark i Sophie Wu com Lulu.
- Maig de 1999. Representada en castellà al Teatro Alfil de Madrid. Dirigida per Nancho Novo i protagonitzada per Alexandra Fierro, Pablo Scola, Miguel Hermoso, José Luis Santos i Juan Díaz Pardeiro.[7]

## Premis
Premis de la Unión de Actores
| Any  | Categoria                                 | Persona            | Resultat  |
| ---- | ----------------------------------------- | ------------------ | --------- |
| 1999 | Millor interpretació secundària de teatre | Juan Díaz Pardeiro | Guanyador |